# Aryan series
Die Aryan series der Anecdota Oxoniensia ist eine britische Buchreihe, die von 1881 bis 1909 in Oxford bei der Clarendon Press erschien. Es ist die III. Unterreihe der Anecdota Oxoniensia, in der Texte, Dokumente und Auszüge vorwiegend aus Manuskripten der Bodleian Library und anderen Oxforder Bibliotheken übersetzt wurden.

## Übersicht
- Friedrich Max Müller: The Buddhist texts from Japan. Oxford : Clarendon Press, 1881
- Friedrich Max Müller: Sukhâvatî-Vyûha : Description of Sukhâvatî, the land of Bliss. Oxford : Clarendon Press, 1883
- Friedrich Max Müller: The ancient Palm-leaves : containing the Pragña-Pâramitâ-Hridaya-Sûtra and the Ushnîsha-Vigaya-Dhâvanî. Oxford : Clarendon Press, 1884
- Nagarjuna: The Dharma-Samgraha : an ancient collection of Buddhist technical terms. Oxford : Clarendon Press, 1885 (Kenjui Kasawara, Friedrich Max  Müller, Heinrich Wenzel, Hg.)
- Arthur Anthony Macdonell: Kâthyâyana's Sarvânukramanî of the rigveda : with extracts from Shadgurusishya's commentary ... Oxford : Clarendon Press, 1886
- Ashvaghosha: The Buddha-Karita of Ashvaghosha : edited, from three Mss. - Oxford : Clarendon Press, 1893 (Edward Byles Cowell, Hg.)
- Moriz Winternitz: The Mantrapāṭha or the prayer book of the Apastarnbins. Oxford, 1897
- Firdausi: Yûsuf and Zalîkhâ. Oxford : Clarendon Press, 1908 (Hermann Ethé, Hg.)
- Arthur Berriedale Keith: The Aitareya Āraṇyaka. Oxford : Clarendon Press, 1909